# Vidlorohovití
Čeleď vidlorohovití existuje od třetihor, dnes žije už jen jeden přeživší zástupce vidlorohovitých. V třetihorách byli velmi rozšířenou a druhově bohatou skupinou. Jediným zástupcem je vidloroh americký. Tvoří přechod mezi rohatými a parohatými sudokopytníky.